# Achilléas Madrás
Achilléas Madrás (grec moderne : Αχιλλέας Μαδράς, né en 1875 et mort le 29 novembre 1972) est un réalisateur, scénariste et acteur grec.
Son documentaire sur les conséquences de la guerre gréco-turque (1919-1922) connut un très grand succès commercial auprès de la diaspora grecque aux USA. Cela lui donna l'indépendance financière nécessaire aux tournages de  ses films suivants.
Madrás fut un cinéaste qui explora toutes les possibilités de son mode d'expression. Il tenta des angles de vue, des cadrages et des perspectives impossibles. Enthousiaste, il laissait le champ libre à son improvisation. Ses films n'avaient ni scénario, ni script, ni décors fixes, ni vrais acteurs (et lui le premier).
Son dernier film Le Magicien d'Athènes est un nouveau montage de son premier film, La Tsigane d'Athènes, avec une recherche narrative accumulant les rebondissements impossibles selon trois trames narratives différentes et une recherche esthétique : colorisation image par image, double exposition. Il est considéré comme un « chef-d'œuvre du mauvais cinéma ».

## Filmographie
- 1920/1921 : Les Réfugiés de guerre (documentaire)
- 1922 : La Tsigane d'Athènes
- 1926/1929 : Maria Pentayotissa
- 1931 : Le Magicien d'Athènes